# Ахмед Ель-Касс
Ахмед Абду Абд Ель-Азіз Ель-Касс (араб. أحمد الكاس; нар. 8 липня 1965, Александрія, Єгипет) — єгипетський футболіст та тренер, виступав на позиції нападника.

## Клубна кар'єра
Футбольну кар'єру розпочав у клубі «Олімпік» (Александрія). У 1983 році дебютував у Прем'єр-лізі Єгипту. У сезонах 1991/92, 1992/93 та 1993/94 роках ставав найкращим бомбардир чемпіонату Єгипту. У складі «Олімпіка» виступав з 1983 по 1995 рік, відзначився 78 голами.
Влітку 1995 року перейшов до каїрського «Замалека». За два роки відзначився 25-а голами. У 1996 року разом з ним виграв Ліги чемпіонів КАФ (1:2, 2:1 пен. 5:4 у фіналі проти нігерійського «Шутінг Старз»). З цим клубом 1997 року виграв Суперкубок КАФ. У 1998 році перейшов до «Аль-Іттіхад» (Александрія). З 2000 по 2002 рік перебував у заявці «Олімпіка», але на футбольне поле більше не виходив.

## Кар'єра в збірній
У футболці національної збірної Єгипту дебютував 1987 року. У 1990 році головний тренер єгипетської збірної Махмуд Ель-Гохарі викликав Алаа для участі в чемпіонаті світу 1990 року в Італії. На цьому турнірі Ахмед зіграв у 3 матчах групового етапу: з Нідерландами (1:1), з Ірландією (0:0) та з Англією (0:1). Учасник Кубку африканських націй 1992, 1994 та 1996 років.

## Досягнення

### Клубні
«Замалек»
- Найкращий бомбардир Прем'єр-ліги Єгипту (3): 1991/92, 1992/93, 1993/94

- Ліга чемпіонів КАФ
  -  Чемпіон (1): 1996

- Суперкубок КАФ
  -  Володар (1): 1996

### У збірній
- Панарабські ігри
  -  Володар (1): 1992

- Кубок світу серед військовослужбовців
  -  Володар (1): 1993

- Кубок арабських націй
  -  Володар (1): 1992